# Diljá
Diljá Pétursdóttir, conosciuta semplicemente come Diljá (Kópavogur, 15 dicembre 2001), è una cantante islandese.
Ha rappresentato l'Islanda all'Eurovision Song Contest 2023 con il brano Power.

## Biografia
Diljá si è fatta conoscere partecipando al talent show Ísland Got Talent nel 2015. Nel 2020, si è trasferita a Copenaghen, dove ha alternato i suoi studi in fisioterapia alle lezioni di canto.
Nel gennaio 2023, è stata confermata fra i 10 partecipanti all'annuale Söngvakeppnin, festival utilizzato per selezionare il rappresentante islandese all'Eurovision Song Contest. Il successivo 18 febbraio, ha presentato il suo inedito Lifandi inní mér durante la prima semifinale, che ha superato, ottenendo l'occasione di riproporre il brano alla finale del 4 marzo. Qui ha presentato la versione eurovisiva in lingua inglese del suo brano, Power. Il televoto l'ha incoronata vincitrice, rendendola di diritto la rappresentante islandese all'Eurovision Song Contest 2023 a Liverpool. Power ha raggiunto il primo posto della classifica islandese, mentre Lifandi inní mér si è piazzata 6ª. Nel maggio successivo, si è esibita durante la seconda semifinale della manifestazione europea, non riuscendo a qualificarsi per la finale.

## Discografia

### Singoli
- 2023 – Power
- 2023 – Crazy
- 2023 – Say My Name
- 2024 – Einhver